# Guido De Santi
Guido De Santi (* 16. Mai 1923 in Triest; † 30. Oktober 1998 ebenda) war ein italienischer Radrennfahrer.
1946 begann De Santi als Amateur mit dem Radsport. Bereits ein Jahr später wechselte er in die Klasse der Unabhängigen. Guido De Santi war Profi-Radrennfahrer von 1947 bis 1957. 1949 gewann er das Rennen Mailand-Modena und wurde Zweiter beim Trofeo Baracchi, gemeinsam mit Antonio Bevilacqua. 1951 gewann er die Gesamtwertung der Deutschland-Rundfahrt, im Jahr darauf belegte er bei diesem Rennen Rang fünf. Ebenfalls 1951 siegte er bei Tre Valli Varesine, er startete in jener Saison für das Radsportteam Patria WKC. 1953 trug er drei Tage lang das Maglia Rosa beim Giro d’Italia und wurde Achter in der Gesamtwertung sowie Dritter von Bordeaux–Paris. Von 1948 bis 1950 startete er dreimal bei der Tour de France, 1949 wurde er 55., damit Letzter und Träger der Roten Laterne.
In seiner Heimatstadt Triest wurde die Straße, in der er gewohnt hatte, nach ihm „Belvedere Guido De Santi“ genannt.